# فیلیپ پتیت
فیلیپ نوئل پتیت AC (متولد ۱۹۴۵) یک فیلسوف ایرلندی و نظریه‌پرداز سیاسی است. او استاد دانشگاه لورانس ای. راکفلر در رشته سیاست و ارزش‌های انسانی در دانشگاه پرینستون و همچنین استاد ممتاز فلسفه در دانشگاه ملی استرالیا است.

## تحصیلات و شغل
پتیت در کالج گاربالی، دانشگاه ملی ایرلند، مینوت (لیسانس، لیسانس فلسفه، فوق لیسانس) و دانشگاه ملی ایرلند، بلفاست (دکتری) تحصیل کرده است.
او استادیار در کالج دانشگاه دوبلین، پژوهشگر در تریتی هال، کمبریج و استاد در دانشگاه برادفورد بوده است. او برای مدت زمان طولانی استاد نظریه اجتماعی و سیاسی در مدرسه تحقیقات علوم اجتماعی در دانشگاه ملی استرالیا بود، قبل از اینکه برای پنج سال استاد میهمان فلسفه در دانشگاه کلمبیا شود و سپس به پرینستون منتقل شود.
او برنده جوایز متعددی از جمله دکترای افتخاری از دانشگاه ملی ایرلند است.
او سخنران کلیدی در کنفرانس تحصیلات تکمیلی دانشگاه تورنتو بود.
او در سال ۲۰۰۹ به عضویت آکادمی هنرها و علوم آمریکا انتخاب شد، و در سال ۲۰۱۳ به عضویت متناظر آکادمی بریتانیا درآمد. او همچنین بورسیه گوگنهایم بوده است.

## کارهای فلسفی
پتیت در فلسفه سیاسی از حالتی از جمهوری‌گرایی مدنی دفاع می‌کند. کتاب او با نام «Republicanism: A Theory of Freedom and Government» توجیه زیربنایی را برای اصلاحات سیاسی در اسپانیا در زمان خوزه لوئیس رودریگز ساپاترو فراهم کرد. پتیت رابطه خود با ساپاترو را در کتاب «A Political Philosophy in Public Life: Civic Republicanism in Zapatero's Spain» که به همکاری با خوزه لوئیس مارتی نگاشته شده، شرح داده است.
پتیت معتقد است که درس‌های فراگرفته شده از تفکر در مورد مسائل در یک حوزه از فلسفه، اغلب راه‌حل‌های آماده را برای مسائل مواجه شده در حوزه‌های کاملاً متفاوت دیگر تشکیل می‌دهند. دیدگاه‌هایی که او در فلسفه ذهن دفاع می‌کند، منجر به راه‌حل‌های او برای مسائل در هستی‌شناسی در مورد ماهیت اراده آزاد و مسائل در فلسفه علوم اجتماعی می‌شوند، و این‌ها به نوبه خود منجر به راه‌حل‌هایی می‌شوند که او برای مسائل در فلسفه اخلاق و فلسفه سیاسی ارائه می‌دهد. مجموعه آثار او در کل موضوع یک سری مقالات انتقادی بود که در «Common Minds: Themes from the Philosophy of Philip Pettit» (انتشارات آکسفورد، ۲۰۰۷) منتشر شد.

## دیدگاه‌ها
پتیت فیلسوف سیاسی معاصر انگلیسی، دیدگاه‌های اصلی و برجسته‌ای در زمینه آزادی، دموکراسی جمهوری‌خواهانه و عدالت ارائه کرده است. اصول اساسی فلسفه او بر مفهوم «عدم سلطه» استوار است.
از نظر پتیت، آزادی واقعی صرفاً به معنای عدم مداخله یا آزادی منفی نیست، بلکه عدم سلطه و تحت تسلط قرار نگرفتن است. او معتقد است که حتی اگر شخصی در عمل تحت مداخله قرار نگیرد، اما تحت سلطه و امکان مداخله خودسرانه از سوی قدرتی باشد، آزاد نیست. پتیت تأکید می‌کند که مهم نیست این قدرت سلطه‌گر در عمل مداخله کند یا نه، بلکه خود امکان مداخله خودسرانه، آزادی را نقض می‌کند.
بر اساس این دیدگاه، پتیت نظریه جمهوری‌خواهانه آزادی را مطرح می‌کند که بر خلاف آزادی لیبرال متعارف، صرفاً بر حقوق منفی افراد تأکید ندارد، بلکه حمایت از ساختارهای سیاسی-اجتماعی را که از تسلط یک نفر یا گروه بر دیگران جلوگیری می‌کند، ضروری می‌داند.
در زمینه دموکراسی نیز، پتیت مفهوم «دموکراسی جمهوری‌خواهانه» را مطرح کرده که بر مشارکت شهروندی و نظارت آنها بر قدرت سیاسی تأکید دارد تا از سلطه و خودکامگی جلوگیری شود. او استدلال می‌کند که دموکراسی باید امکان گوش دادن به صدای همه شهروندان و حق آنها در به چالش کشیدن تصمیمات حکومتی را فراهم کند.
در حوزه عدالت کیفری نیز، پتیت به همراه جان برایت‌ویت، نظریه «عدالت ترمیمی جمهوری‌خواهانه» را پیشنهاد داده که تأکید آن نه بر مجازات، بلکه بر ترمیم و جبران خسارت به قربانیان و بازپروری مجرمان است. این نظریه قصد دارد با دور شدن از مفهوم انتقام، قدرت سلطه‌گر در نظام عدالت کیفری را کاهش دهد.
در مجموع، فلسفه پتیت بر مفهوم آزادی به عنوان «عدم سلطه»، ارتقای مشارکت شهروندی، و کاهش ساختارهای سلطه‌گر در جامعه استوار است. او سعی دارد با این رویکرد، جایگزین‌هایی برای آزادی، دموکراسی و عدالت لیبرال سنتی ارائه کند.